# Noah Noble

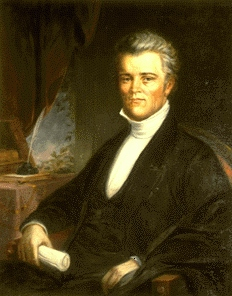
Noah Noble

Noah Noble  (* 15. Januar 1794 in Berryville, Clarke County, Virginia; † 8. Februar 1844 in Indianapolis, Indiana) war ein US-amerikanischer Politiker und zwischen 1831 und 1837 der fünfte Gouverneur des Bundesstaates Indiana.

## Frühe Jahre und politischer Aufstieg
Schon in sehr frühen Jahren zog Noah Noble mit seiner Familie nach Kentucky, wo er die öffentlichen Schulen besuchte. Anschließend ließ er sich in Brookville (Indiana) nieder. Damit folgte er dem Beispiel seines älteren Bruders James, der ebenfalls in diesen Ort gezogen war und später einer der beiden ersten US-Senatoren aus Indiana werden sollte. Im Jahr 1817 wurde Noah Noble als Oberstleutnant Mitglied der Nationalgarde von Indiana. Bis 1820 war er zum Oberst aufgestiegen.
Zwischen 1820 und 1824 war Noble Sheriff im Franklin County. 1824 wurde er in das Repräsentantenhaus von Indiana gewählt. 1826 ernannte ihn Präsident John Quincy Adams zum Leiter des US-Finanzamtes im Brookville-Distrikt. Diese Stelle war durch den Tod eines anderen Bruders, Lazarus Noble, freigeworden. Noble behielt dieses Amt bis zum Jahr 1829, als er vom neuen Präsidenten Andrew Jackson abberufen wurde. Jackson pflegte alle politischen Ämter mit seinen Parteifreunden zu besetzen. Im Jahr 1830 wurde Noble mit der Aufsicht über die Planungen des so genannten Michigan-Road-Projekts betraut. Er plante den gesamten südlichen Abschnitt der geplanten Straße Richtung Michigan. Politisch war Noble ein Gegner von Präsident Jackson und dessen Demokratischer Partei. Infolgedessen trat er der Whig Party bei. Diese nominierte ihn 1831 für die Gouverneurswahlen, die er mit 47,6 Prozent der Stimmen gegen den Demokraten James G. Reed (39,5 Prozent) gewann.

## Gouverneur von Indiana
Nach diesem Wahlsieg konnte Noble am 7. Dezember 1831 sein neues Amt antreten. Nach einer Wiederwahl im Jahr 1834, wobei er sich mit nun deutlicherem Vorsprung erneut gegen den Demokraten Reed durchsetzte, konnte er bis zum 6. Dezember 1837 in seinem Amt verbleiben. In seiner Amtszeit wurde eine Staatsbank gegründet und das Schulsystem verbessert. Außerdem wurde ein neues Steuergesetz erlassen. Einen besonderen Schwerpunkt setzte der Gouverneur auf die Verbesserung der Infrastruktur seines Staates. Das bedeutete vor allem den Ausbau der Straßen und Wasserstraßen. In seiner Amtszeit kam es während des Black-Hawk-Krieges zu Indianeraufständen, gegen die Noble die Nationalgarde einsetzte. Zeitweise wurden auch einige Soldaten nach Illinois entsandt, um den dortigen Behörden im Kampf gegen die Indianer zu helfen.
Nach dem Ende seiner Amtszeit bewarb sich Noble erfolglos um einen Sitz im US-Senat. Zwischen 1839 und 1840 war er Mitglied eines Ausschusses zur Verbesserung der Infrastruktur seines Staates. Noah Noble starb im Jahr 1844 in Indianapolis. Er war mit Catherine Stull Van Swearington verheiratet, mit der er zwei Kinder hatte.